# Vellerat
Vellerat is een plaats en voormalige gemeente in het Zwitserse kanton Jura en maakt deel uit van het district Delémont.
Vellerat telt 69 inwoners.

## Geschiedenis
Op 1 januari 2019 ging Vellerat samen met Rebeuvelier op in de gemeente Courrendlin.

## Externe link

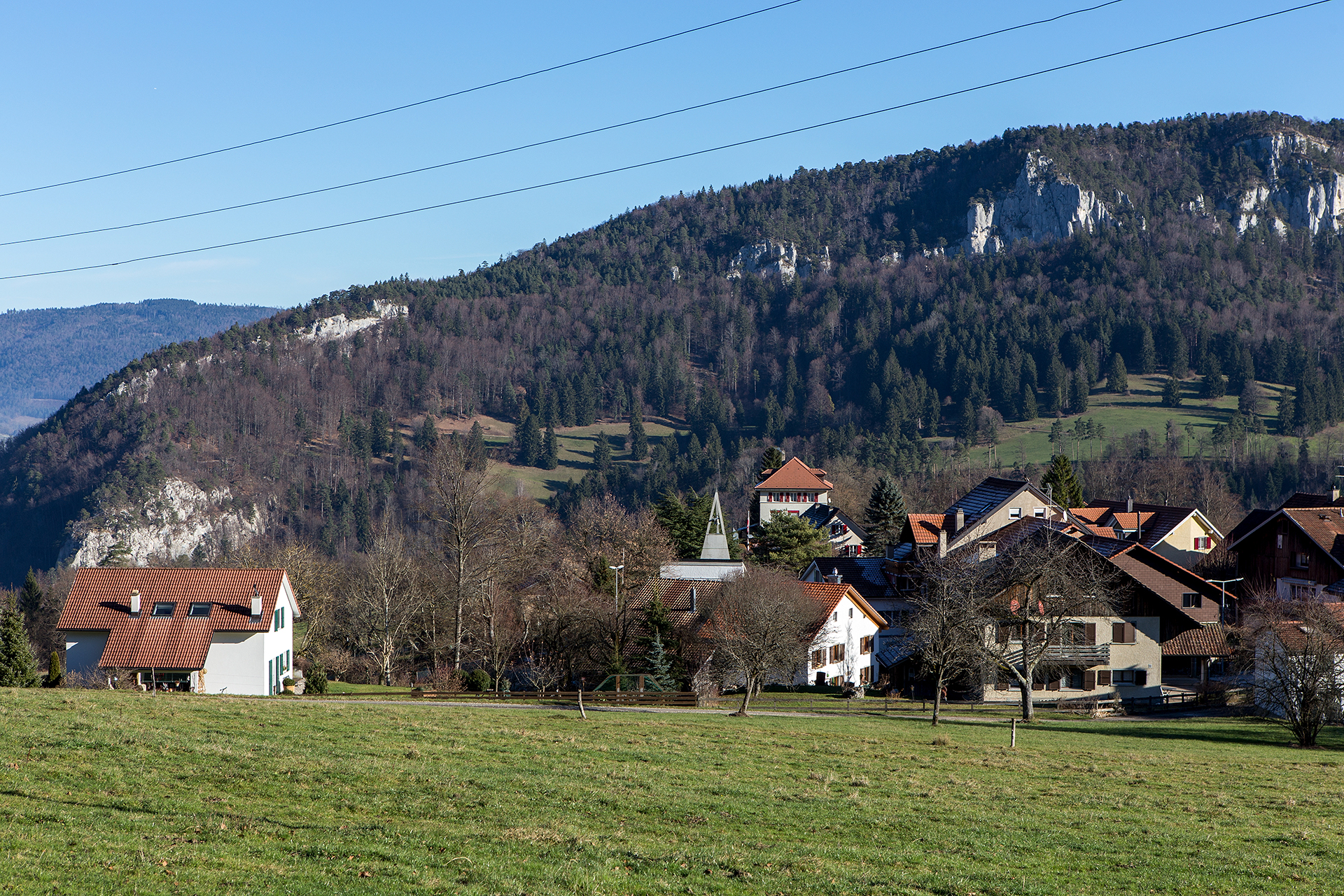
Vellerat